# موزه تاریخ طبیعی لندن
موزه تاریخ طبیعی لندن یکی از سه موزه بزرگ در خیابان اکسیبیشن رود در کنزینگتون جنوبی، لندن است.

## تاریخچه
این موزه در سال ۱۸۸۱ میلادی به عنوان قسمتی از موزه بریتانیا تأسیس شد، اما در سال ۱۹۶۳ از موزه بریتانیا جدا و تا سال ۱۹۹۲ با نام موزه بریتانیا (تاریخ طبیعی) شناخته می‌شده‌است.

## اجزاء موزه
موزه تاریخ طبیعی لندن متشکل ۷۰ میلیون نمونه از پنج بخش زمین‌شناسی شامل: گیاه‌شناسی، حشره‌شناسی، کانی‌شناسی، دیرینه‌شناسی و جانورشناسی است. در این موزه یک بخش برای شناسایی، حفاظت و آرایه‌شناسی آلفا ایجاد شده‌است. با توجه به قدمت موزه بسیاری از مجموعه‌های موجود توسط چارلز داروین جمع‌آوری شده‌است.
کتابخانه این موزه شامل تعداد زیادی از کتاب‌ها، مجلات، نسخه‌های خطی و مجموعه‌ها و تحقیقات گروه‌های علمی است.

## نگارخانه

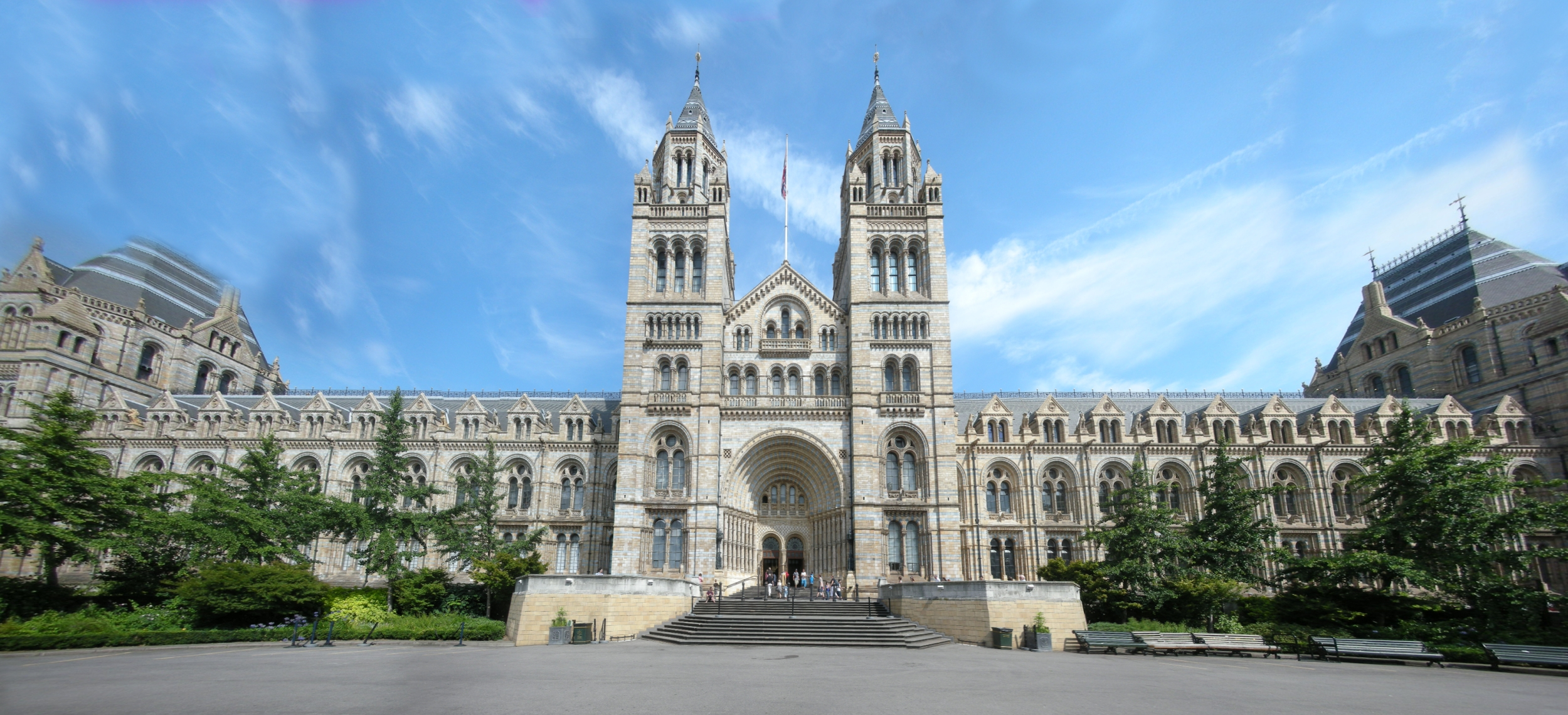
تصویر ورودی ساختمان از کرامول رود
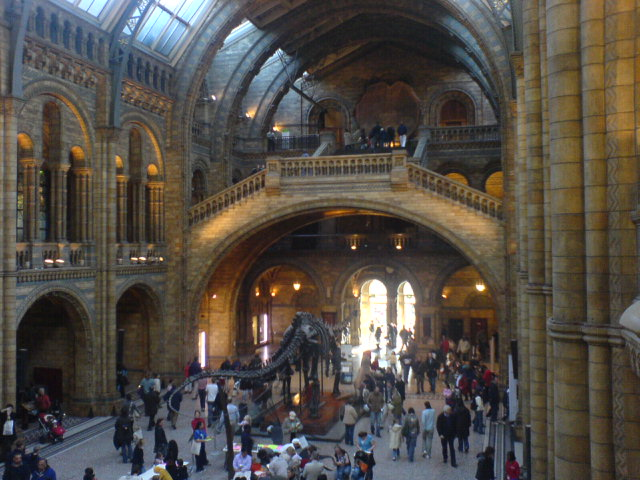
سالن مرکزی
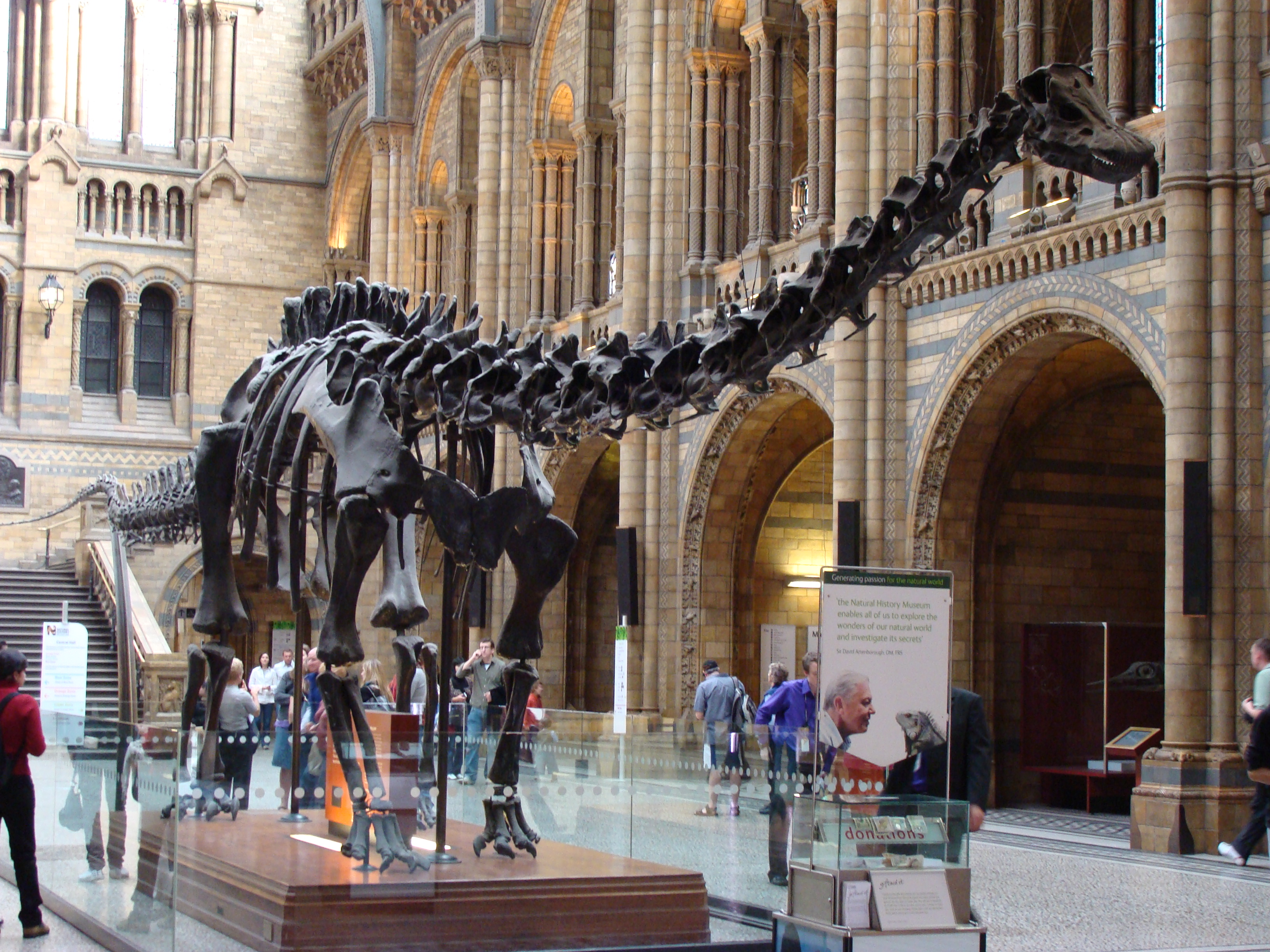
دیپلودکس
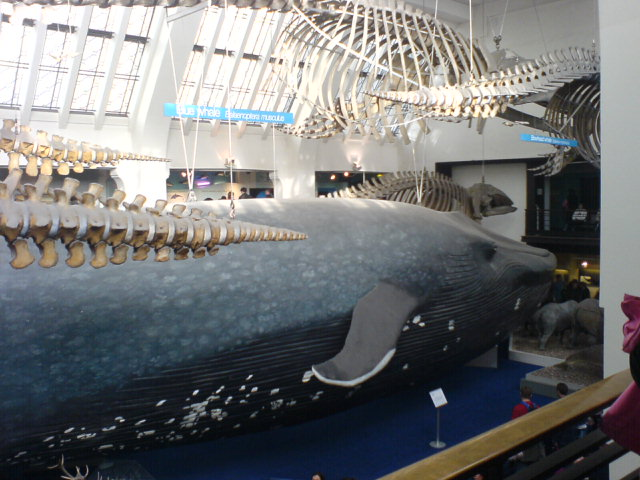
سالن بزرگترین پستاندار
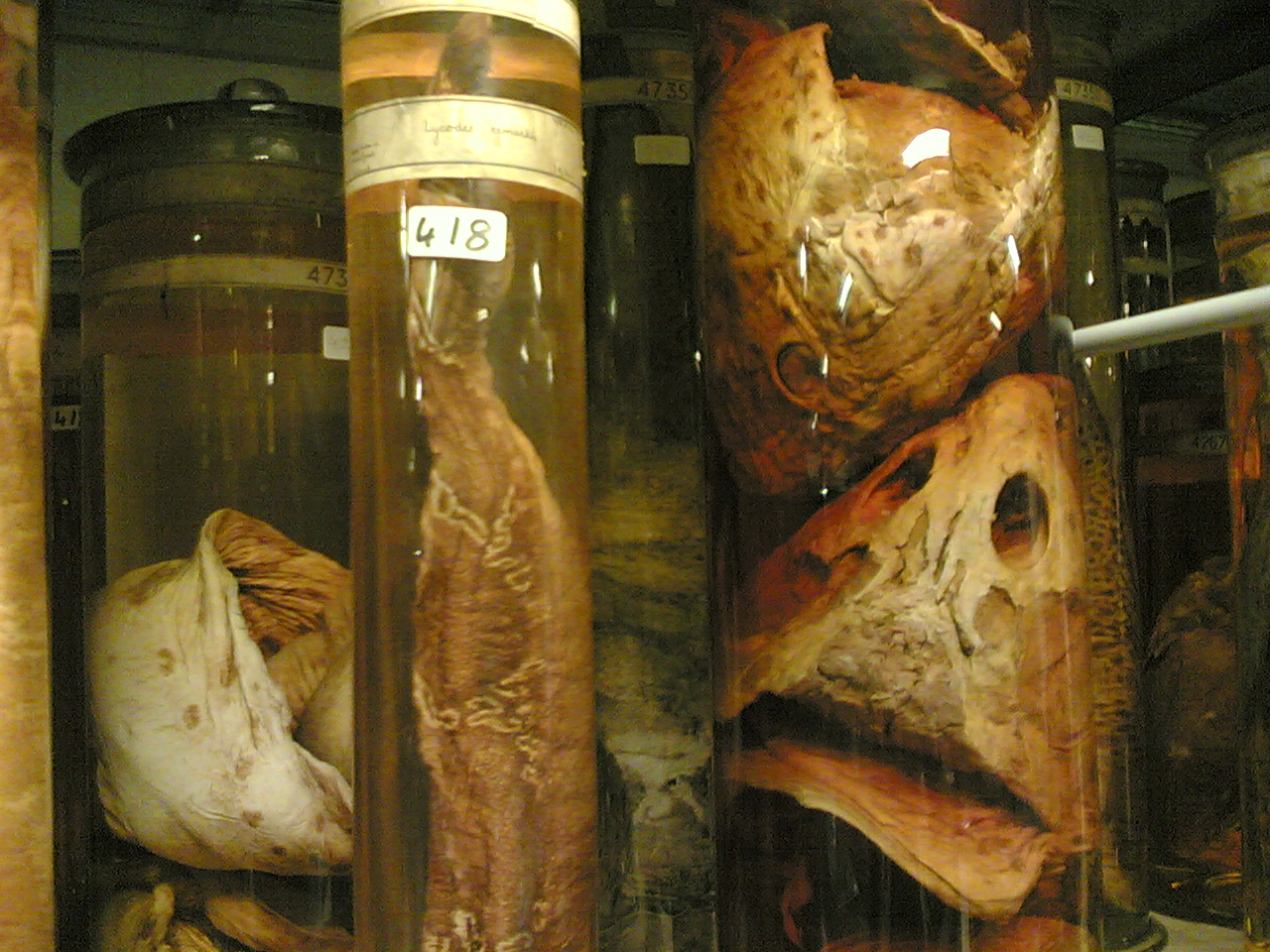
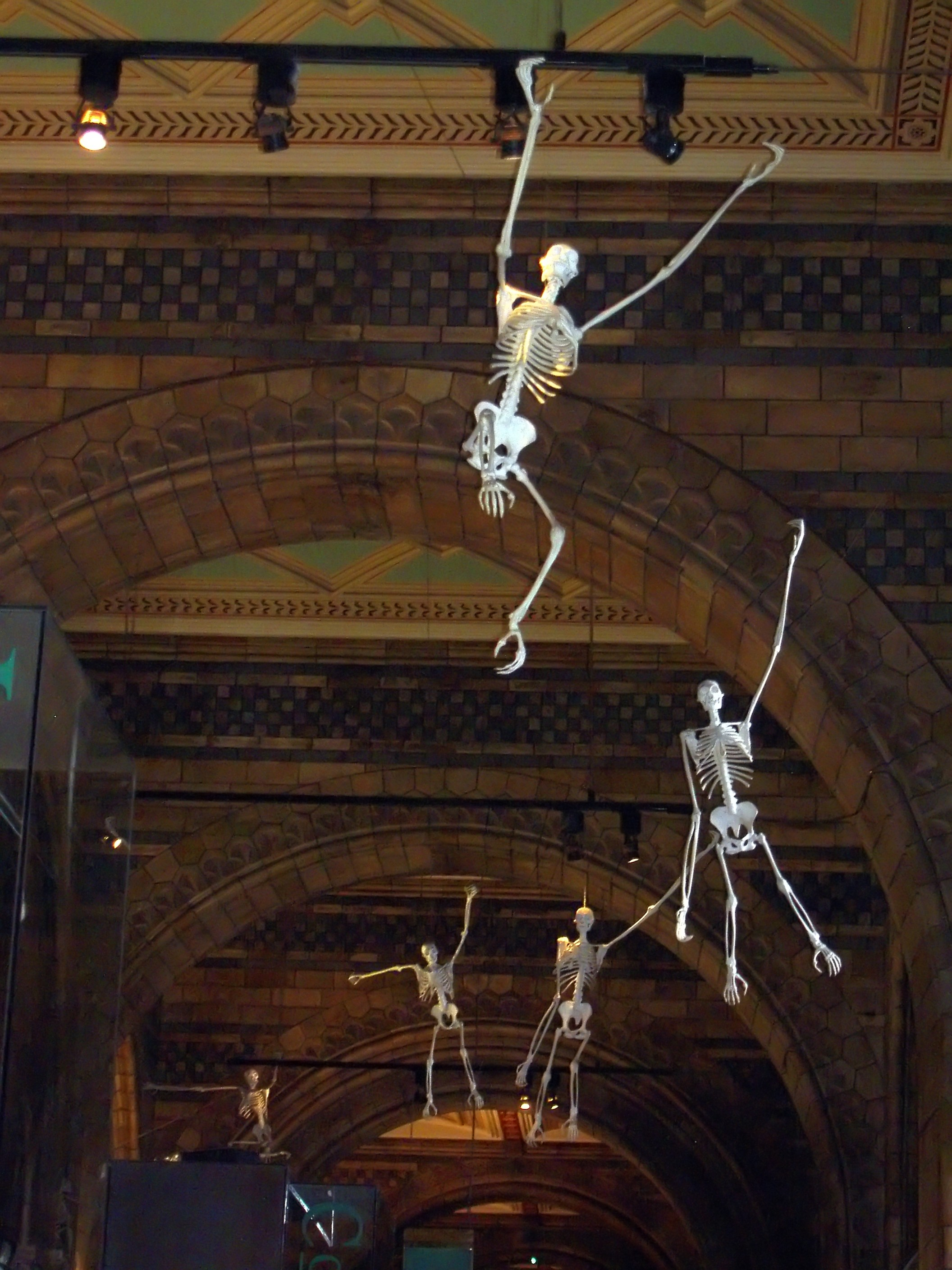
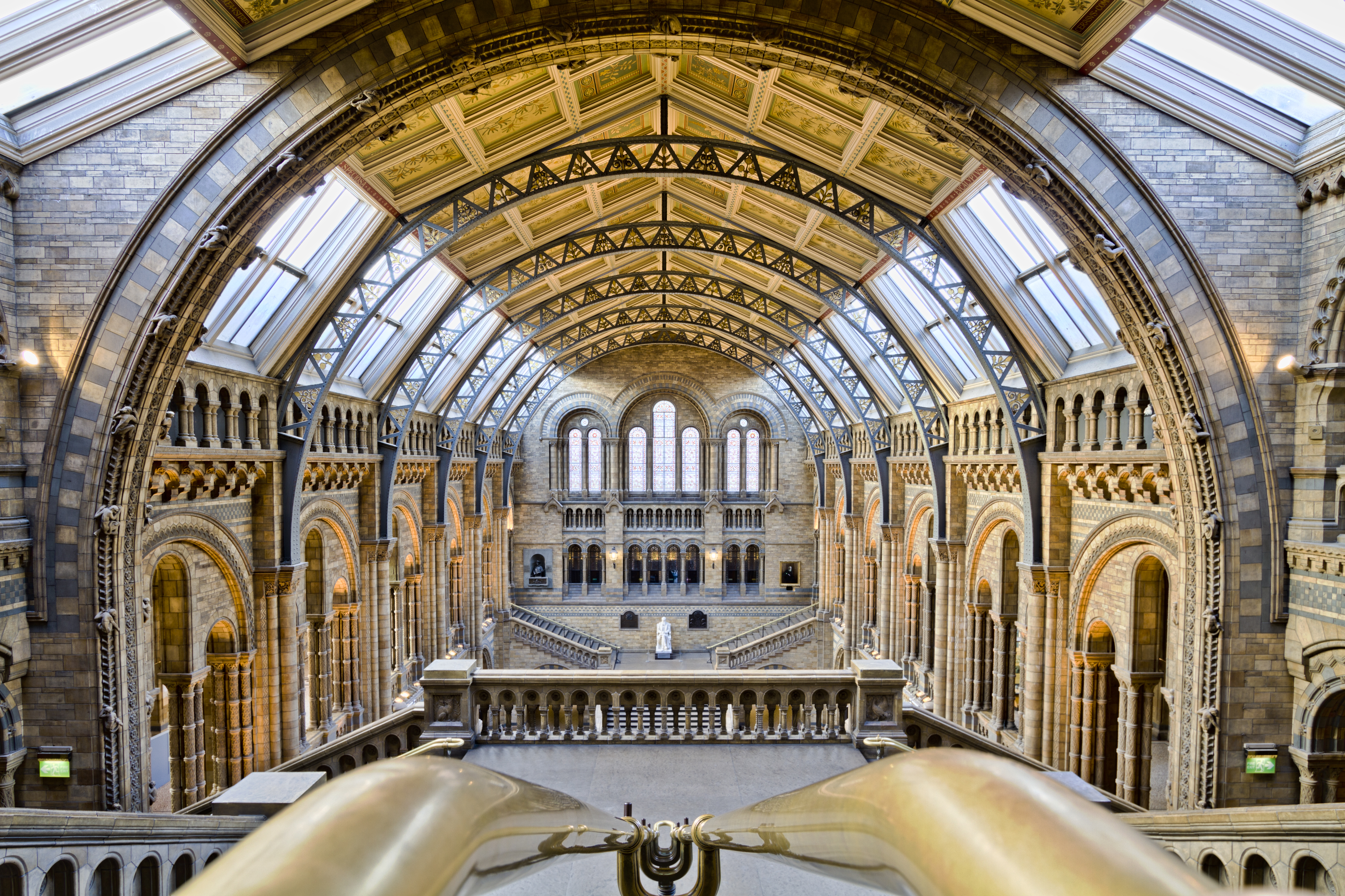
سالن مرکزی
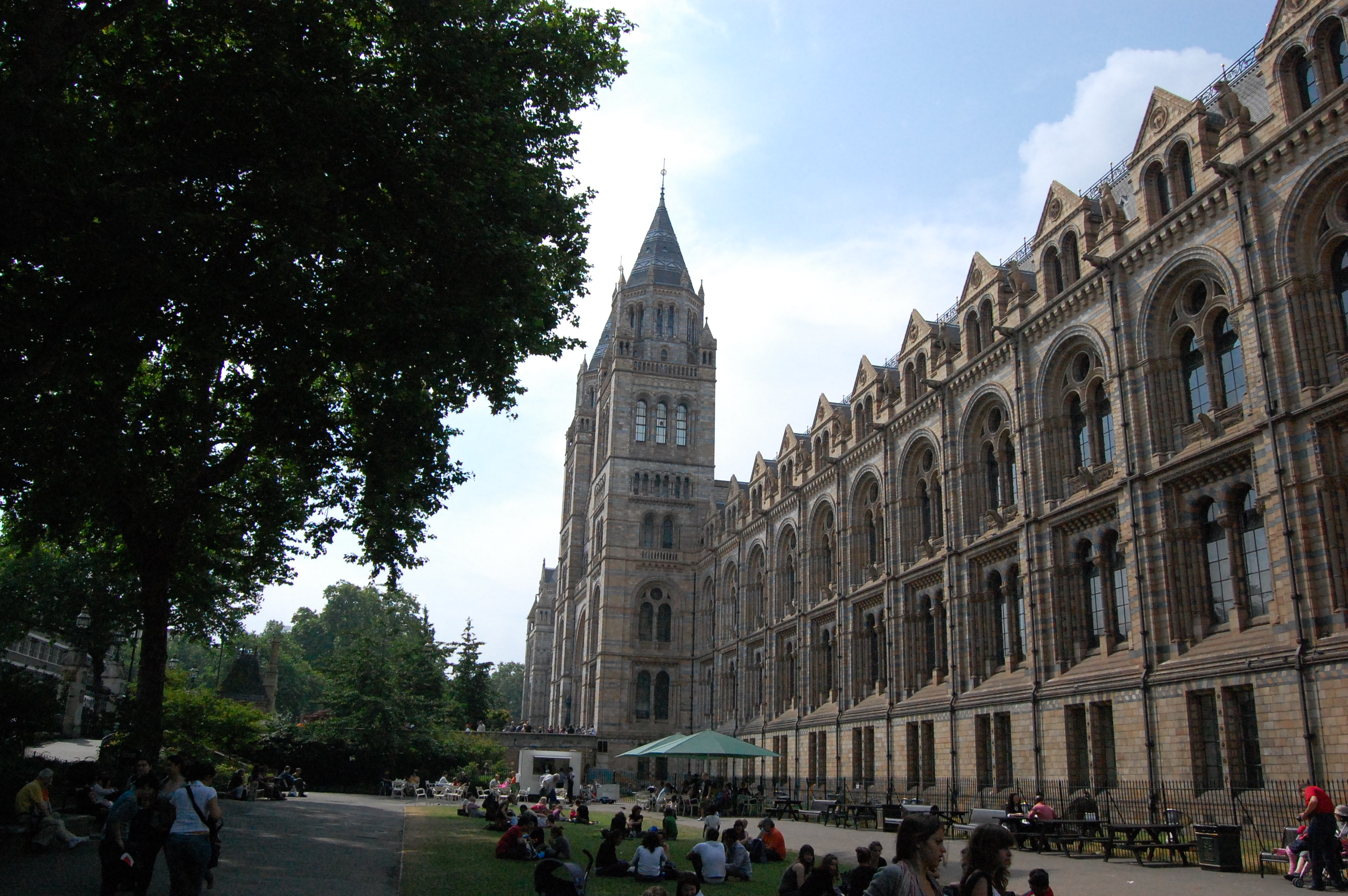
نمایی از سمت راست ساختمان، ژوئن ۲۰۰۹